# Лазиська (Сохачевський повіт)
Лазиська (пол. Łaziska) — село в Польщі, у гміні Ілув Сохачевського повіту Мазовецького воєводства.
Населення — 93 особи (2011).
У 1975-1998 роках село належало до Плоцького воєводства.

## Демографія
Демографічна структура станом на 31 березня 2011 року:
|          | Загалом | Допрацездатний вік | Працездатний вік | Постпрацездатний вік |
| -------- | ------- | ------------------ | ---------------- | -------------------- |
| Чоловіки | 46      | 9                  | 29               | 8                    |
| Жінки    | 47      | 7                  | 22               | 18                   |
| Разом    | 93      | 16                 | 51               | 26                   |